# Ernst Hermann van Rappard

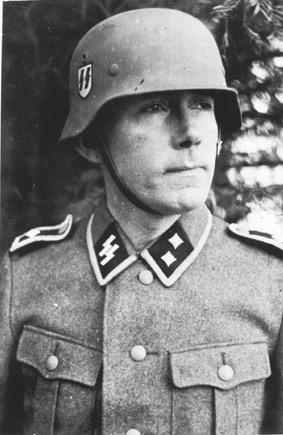
Van Rappard (1944–45)

Ernst Hermann van Rappard (* 30. Oktober 1899 auf Java; † 11. Januar 1953 in Vught) war ein niederländischer Nationalsozialist, Angehöriger der Waffen-SS und Parteichef der Nationaal-Socialistische Nederlandsche Arbeiderspartij, einer kaum bedeutenden Kleinpartei, die im Schatten der wesentlich erfolgreicheren Nationaal-Socialistische Beweging stand.
Van Rappard studierte in Berlin und München und kam früh mit der nationalsozialistischen Idee in Kontakt. Als er wieder in den Niederlanden wohnhaft war, war aus ihm ein überzeugter Nationalsozialist geworden.
1931 war er Mitbegründer der NSNA und wurde Parteichef. 1940 unterstützte er den deutschen Einmarsch in seine Heimat. Auf Befehl der Deutschen, wurde die NSNA in die Nationaal-Socialistische Beweging eingegliedert. Van Rappard meldete sich zum 10. März 1941 freiwillig zur Waffen-SS (SS-Nummer 455.445) und gehörte zur 1. SS-Panzer-Division Leibstandarte SS Adolf Hitler. Er wurde 1944 in Estland verwundet, wofür er mit dem Eisernen Kreuz zweiter Klasse ausgezeichnet wurde. Zum 9. November 1944 wurde er zum SS-Obersturmführer befördert.
Im Mai 1945 geriet er in kanadische Kriegsgefangenschaft. Nach dem Krieg wurde er 1949 zum Tode verurteilt, das Urteil wurde aber in lebenslange Haft umgewandelt. Nach Gefängnisaufenthalten in Leeuwarden und Breda starb er 1953 im Gefängniskrankenhaus in Vught an Hirnblutung.